# 耶和华见证人的末世论
耶和华见证人认为現今是《聖經》所預言的末世时期，上帝很快就要对世界上所有国族发动一异常战争。战争結果是所有不义的人都要被消灭，惟有义人能生存下来，这场战争被稱為哈米吉多頓。耶和华见证人根據他們的理論，曾多次預言世界末日將在1914年、1925年、和1975年。現在的解釋是1914年耶稣基督在天上作王，不是地上的末日。

## 历史

### 预告1914年的「末日」
耶和华见证人的创立者罗素曾经在19世纪末期多次预言末世的到来。他根据《圣经》的资料预测某个确定的年份日期，上帝的王国将降临地上，地球会发生翻天覆地的变化，但这些预言都没有应验，地球并没有发生任何重大的改变。罗素在1914年曾经认为在外邦人的日子结束时，受拣选的基督徒会立刻离开上升到天上去。但是在这一天没有事情发生，有人询问罗素是否失望，他回答说，这件事情不是任何人可以决定的，只要上帝认为时候还没有到，我们就要热心的为主服务。因为见证人为上帝服务的目的是出于对上帝的爱，而不是要得到什么奖赏。有些人因为这个原因而认为他们是骗子，耶和华见证人批评这些人的动机不纯正。

### 预告1925年和1975年的「末日」
罗素去世后，继任守望台社社長的卢瑟福也曾预告，1925年新的政府将会在地上开始统治，但他的预言也没有应验。因为这些原因，很多信徒离开。1966年守望台圣经书社再次预测上帝的王国将在1975年底开始。守望台在1974年鼓励人在剩余的时间内投身服侍。
尽管这些预言没有应验，但耶和华见证人在自己的刊物承认所作出的错误估计后，经过进一步的研究，不断修正了观点。因此从耶和华见证人出版物列表中可以看到不同时期对同一个主题的阐述。現在，其理論變為1914年耶稣基督开始在天上作王，因此在地上看不到末日的巨大區別。

## 末世解释

### 末世论教义的改变
| 耶和华见证人末世论修改史 |          |          |          |                |          |                                |
|                          | 末日开始 | 基督归来 | 基督作王 | 受膏基督徒复活 | 审判宗教 | 大災難                         |
| 1879-1920                | 1799年   | 1874年   | 1878年   | 1878年         | 1878年   | 1914年, 1915年, 1918年, 1920年 |
| 1920-1925年              | 1799年   | 1874年   | 1878年   | 1878年         | 1878年   | 1925年                         |
| 1925-1927年              | 1799年   | 1874年   | 1914年   | 1878年         | 1878年   | 1914年发生                     |
| 1927-1930年              | 1799年   | 1874年   | 1914年   | 1914年         | 1878年   | 1914年发生                     |
| 1930-1933年              | 1799年   | 1874年   | 1914年   | 1914年         | 1919年   | 1914年发生                     |
| 1933-1966年              | 1914年   | 1914年   | 1914年   | 1914年         | 1919年   | 1914年发生                     |
| 1966-1975年              | 1914年   | 1914年   | 1914年   | 1914年         | 1919年   | 1975年                         |
| 1975-1995年              | 1914年   | 1914年   | 1914年   | 1914年         | 1919年   | 1914年发生                     |
| 1995年-2025              | 1914年   | 1914年   | 1914年   | 1914年         | 1919年   | 临近                           |

守望台社曾多次修改关于世界末日的预言。最主要有日期如哈米吉多顿、人类世界的末日、基督再临（见右表）。 例如，1914年前，他们曾声称哈米吉多顿在1914年终止。1915年同一本书又说哈米吉多顿在当年结束。現今的耶和华见证人，仍热切期待哈米吉多顿迫切来临。以下是當前提出的理論：

### 末日时间
耶和华见证人根據《圣经旧约》的预言，指出1914年是一个十分重要的年份。《圣经》记载“耶路撒冷被列国践踏，直到外帮人的日期满了”。
按《圣经·但以理书》，先知但以理曾為巴比伦國王尼布甲尼撒解梦，此梦暗示了耶稣在天上登基作王的年份。內容大致敘述尼布甲尼撒做了一个奇怪的梦，有一个参天大树被砍倒，树根用铁圈铜圈箍住，直到7期已满。这里的大树象征着上帝的政府，树被砍倒象征着耶路撒冷的政府，上帝子民犹太人的统治结束。
在但以理书，关于7期，《圣经》并没有给出确切长度，不过《圣经·启示录》已经明确提供了3期半的长度（即1260日），经推算七期便是2520日。然而2520日之后并未发生七期所预言的事情，但《圣经·民数记》也提到「一天等于一年」，那么七期就是2520年。

### 时间计算理論
公元前607年10月，尼布甲尼撒攻破耶路撒冷，猶大國最后一个国王被掠到巴比伦。从此犹太人的王国退出历史舞台，犹太地區亦先后被巴比伦、波斯帝国、希腊、罗马、土耳其等国管辖，几乎没有完全自治的时期。从公元前607年开始2520年后就到了1914年。这一年，耶稣基督在天上开始作王统治，众邪灵和魔鬼撒但被驱赶到地球。自那时开始，全球性的灾难不断增加，《圣经》中的预言也一一应验。

## 发展过程
耶和华见证人认为，人类政治制度的末期从1914年秋天开始，也就是进入最后的日子。直到上帝的王国摧毁整个人类政治制度，消灭地上的所有邪灵，将地球恢复成乐园为止。

### 最后的日子
最后的日子从1914年开始，如四福音书中耶稣所描述的有一些明显的征象：
- 一戰（国家和民族之间冲突和战争不断）。
- 地震频繁发生。
- 多處出現飢荒。
- 西班牙流感（瘟疫大規模爆發）
- 大多数人更加明显反映世界的精神。

耶稣还指出，这些事情只不过是苦难的开始，就像产痛一样，真正的考验还在后面。最后的日子持续多长时间没有人知道。只有耶和华知道，到了他认为合适的时刻，这一些就会终止。
除了上述灾难以外，也有一些正面的发展。
- 真确的知识会逐渐丰富起来。耶和华见证人认为这个说法应验但以理书12章结尾的预言。也就是在最后的日子，人类对圣经的理解超过前面几千年，很多重要的概念都会一一明晰起来。例如14万4000人，大群人，上帝的王国，预言中各种兽像的含义，大患难，哈米吉多頓等等。
- 王国的好消息要传遍普世。最后的日子里会有大规模的传道活动，这样的规模是之前从未有过的。耶和华见证人目前在全球236个国家和地区传道，其中央长老团认为耶稣在马太福音24章的预言应验了。

### 大患难
大患难是最后的日子末期，在这个时期有一个明显的标志。那就是，地上的政府开始大幅打压宗教势力，所有上帝不悦纳的宗教都会被政府铲除。启示录还指出，代表错误宗教的大巴比伦（大娼妓）会被野兽（地上的政治组织）撕裂，而这个意念是上帝影响野兽做出的。
在此同时，上帝的地上子民也会受到政治势力的迫害，这时就会爆发一场从未有过的战争，在圣经里称为哈米基多顿大战。

### 哈米吉多顿大战
哈米吉多顿大战是一场规模空前的战争。交战一方是耶和华，耶稣基督和他率领的天军，另一方是魔鬼撒但，邪灵和人类不服从耶和华的所有人。与人类战争不同的是，这场战争不会伤及无辜，天军所使用的武器也不是人类的常规武器。
与天上的军队作战的一方自然没有胜算。他们会被彻底铲除，而有一部分人则会度过哈米吉多顿大战成为有希望永远不会经历死亡的人。

### 哈米基多顿之后
哈米基多顿之后，被拣选的王耶稣基督会统治1000年，让所有人有机会能够认识造物主，放弃错误的崇拜。在哈米基多顿之后，上帝会施展能力把地球上一切的不平等和不幸消除。而新的政府以耶稣为首，复活的14万4000忠实的基督徒協助天上对地球施行统治。

我觀看，看哪！綿羊羔站在錫安山上，有十四萬四千人跟他在一起。這些人的額上都寫着他的名和他父親的名。

圣经新世界译本 啟示錄 14:1

所有在纪念墓里的人，上帝会让他们在纪念墓里复活，获得一个新的完美的身体，他们不再生病，也不会死去，没有烦恼，能够在新世界里有快乐的生活。他们在耶稣基督统治的1000年里学习上帝的知识，放弃错误的崇拜，专一敬拜耶和华，而不悔改的人将会在1000年后经不起被释放的撒但的诱惑重新作恶，这些人将会面临第二种死亡，即永远的死亡。

## 批评
很多传统基督教的批評者认为耶和华见证人屡次预告世界末日来临是假先知的典型特征。耶和华见证人对指控作出的回应是承认做了错误的估计。然而1914年耶稣基督开始在天上掌权，人类社会进入最后的日子这个论点自始至终没有改变。

## 耶和華見證人對世界末日的論述
- 聽到世界末日——你是期待？恐懼？還是麻木呢？
- 世界末日——熱門的話題 （页面存档备份，存于）
- 世界末日——恐懼籠罩全球 （页面存档备份，存于）
- 世界末日——未必是你想像的那樣 （页面存档备份，存于）